# مدينة محمد بن سلمان غير الربحية
مدينة مسك (مدينة محمد بن سلمان غير الربحية) تعد أول مدينة غير ربحية في العالم، أعلن عنها ولي العهد السعودي، الأمير محمد بن سلمان، بتاريخ 14 نوفمبر 2021.

## الموقع
تقع مدينة الأمير محمد بن سلمان غير الربحية على أرض خاصة بولي العهد، في حي عرقة، غرب الرياض، عاصمة المملكة العربية السعودية، بمحاذاة وادي حنيفة، على مساحة تقدر بقرابة (3.4) كيلو متر مربع وما يقارب 42.3% من المساخات الخضراء المفتوحة، التي خصّصها ولي العهد لتنفيذ المشروع.

## الوصف
يجسّد المخطط الرئيس للمدينة حاضرةً رقميةً متقدمةً محورها الإنسان، كما تم تصميم المدينة لتكون مستدامة وصديقة للمشاة، إضافة إلى تخصيص أكثر من (44%) من المساحة الإجمالية، بوصفها مساحات خضراء مفتوحة، لتسهم في تعزيز التنمية المستدامة، حيث يحد المدينة من الشمال وادي حنيفة، ومن الجنوب حي عرقة، ومن الغرب الطريق الدائري الغربي.
كما تقدر المساحات المكتبية بأكثر من 306 آلاف متر مربع، ومن المتوقع أن يصل عدد العاملين بالمدينة الى 20 ألف موظف، وتم تخصيص 99 ألف متر مربع، للتسوق والترفيه والمطاعم، لخدمة سكان المدينة وزائريها.

## المكونات
صرح الأمير محمد بن سلمان بأنه قائلًا: «ستحتضن المدينة التي تتبنى مفهوم التوأم الرقمي، العديد من الأكاديميات والكليات ومدارس مسك، وستشمل مركزًا للمؤتمرات، ومتحفًا علميًّا، ومركزًا للإبداع، ليكون مساحةً لتحقيق طموحات المبتكرين في العلوم والتقنية بالأنظمة المتطورة مثل: الذكاء الاصطناعي، وإنترنت الأشياء والروبوتات، وكذلك معهدًا ومعرضًا للفنون، ومسارح لفنون الأداء، ومنطقة ألعاب، ومعهدًا لفنون الطهي، بالإضافة إلى مجمع سكني متكامل، وستعمل المدينة أيضًا على استضافة رؤوس الأموال الجريئة، والمستثمرين ذوي المساهمات المجتمعية حول العالم».

## منطقة المشراق
تمتد هذه المنطقة على مساحة 680 ألف متر مربع، لتكون "المشراق" ثاني أكبر منطقة في المدينة، والشريان الحيوي للمدينة لها، وتشهد المرحلة الأولى على تطوير (105000) متر مربع، من مساحات التجزئة والسكن والمكاتب وحاضنات الأعمال، وتحتوي المنطقة على محورٍ مركزيٍّ ومسارٍ للمشاة، يدمج بين أحدث تقنيات التظليل والتبريد الصديقة للبيئة، بما في ذلك سلسلة من مولدات التبريد عن طريق الرياح، لوقاية المُشاة خلال فترة الأجواء الحارة. كما يتواجد المقرّ الرئيس لشركة "مانجا للإنتاج" التي تعمل على إنتاج الرسوم المتحركة وألعاب الفيديو والقصص المصورة.

## الشراكات

### شركة سلوشنز
أعلنت مدينة الأمير محمد بن سلمان غير الربحية في 2022، عن اختيار الشركة العربية لخدمات الإنترنت والاتصالات (سلوشنز) في توفير الخدمات الرقمية في المملكة، لتنفيذ استراتيجية المدينة الذكية.

### هيئة الأزياء
أعلنت مدينة الأمير محمد بن سلمان غير الربحية في 2022، عن تعاون مع هيئة الأزياء، تتضمن عقد ورش عملٍ مكثفة لاحتضان المواهب.

### هيئة فنون الطهي
وقَّعت هيئة فنون الطهي في عام 2023، مذكرةً مع مدينة محمد بن سلمان غير الربحية، للتعاون في دعم المواهب المحلية، وتطويرها في مجال فنون الطهي.

### معهد لو كوردون بلو العربية للتعليم
وقّعت مدينة محمد بن سلمان غير الربحية في 2023، اتفاقيةً مع معهد لو كوردون بلو العربية للتعليم، لدعم المواهب السعودية وتطويرها في مجال فنون الطهي، وإنشاء معهد في مدينة محمد بن سلمان غير الربحية بالرياض.

### الهيئة السعودية للملكية الفكرية
وقَّعت مدينة محمد بن سلمان غير الربحية في 2023، اتفاقيةً مع الهيئة السعودية للملكية الفكرية، بهدف تحقيق التكامل في مجالات الملكية الفكرية.

## روابط خارجية
- الموقع الرسمي لمدينة محمد بن سلمان غير الربحية